# Пьяцца-Брембана
Пьяцца-Брембана (итал. Piazza Brembana) — коммуна в Италии, располагается в регионе Ломбардия, в провинции Бергамо.
Население составляет 1207 человек (2008 г.), плотность населения составляет 185 чел./км². Занимает площадь 7 км². Почтовый индекс — 24014. Телефонный код — 0345.
Покровителем коммуны почитается святитель Мартин Турский, празднование 11 ноября.

## Демография
Динамика населения:

## Администрация коммуны
- Официальный сайт: